# ثيودور شوت
ثيودور شوت (بالألمانية: Theodor Schott)‏ هو أمين مكتبة وكاتب ألماني، ولد في 16 ديسمبر 1835 في إسلينغن آم نيكار في ألمانيا، وتوفي في 18 مارس 1899 في شتوتغارت في ألمانيا.